# Lobley Hill
Lobley Hill – wieś w Anglii, w hrabstwie ceremonialnym Tyne and Wear, w dystrykcie metropolitalnym Gateshead. Leży 5 km na południe od centrum Newcastle i 394 km na północ od Londynu.